# Міхалово (гміна Ґоворово)
Міхалово (пол. Michałowo) — село в Польщі, у гміні Ґоворово Остроленцького повіту Мазовецького воєводства.
Населення — 72 особи (2011).
У 1975-1998 роках село належало до Остроленцького воєводства.

## Демографія
Демографічна структура станом на 31 березня 2011 року:
|          | Загалом | Допрацездатний вік | Працездатний вік | Постпрацездатний вік |
| -------- | ------- | ------------------ | ---------------- | -------------------- |
| Чоловіки | 36      | 7                  | 24               | 5                    |
| Жінки    | 36      | 7                  | 17               | 12                   |
| Разом    | 72      | 14                 | 41               | 17                   |